# Divertikulos
Divertikulos är ett tillstånd som innebär att det finns "fickor", så kallade divertiklar, som sticker ut från tarmen. Det är vanligast med divertiklar i tjocktarmen.
Personer med divertikulos kan vara helt symptomfria, men kan också drabbas av smärtor, förstoppning eller diarré. Symptombilden är likartad som vid irritabel tarm.
Inflammation i en divertikel kallas divertikulit.